# Meeks boeboekuil
Meeks boeboekuil (Ninox meeki) is een vogel uit de familie Strigidae (Echte uilen). Deze uil werd ontdekt door de Britse natuuronderzoeker Albert Stewart Meek en opgezonden naar Engeland en in 1914 geldig beschreven door Lionel Walter Rothschild en Ernst Hartert.

## Verspreiding en leefgebied
Deze soort is endemisch op de Admiraliteitseilanden, een eilandengroep in de Bismarckarchipel.